# Robert Bathurst

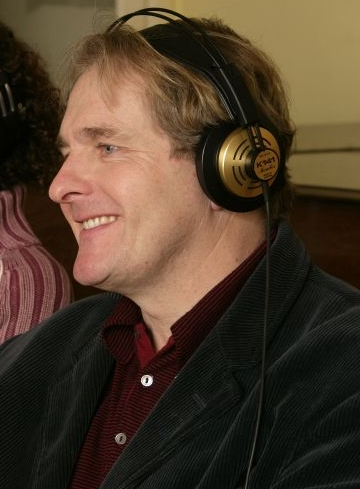
Robert Bathurst

Robert Guy Bathurst (* 22. Februar 1957 in Accra an der Goldküste, Britisch-Westafrika) ist ein britischer Schauspieler.

## Leben und Leistungen
Bathurst wurde 1957 in der ehemaligen Kolonie der Goldküste (heutiges Ghana) als Sohn von Philip und Gillian Bathurst geboren, wo sein Vater als Verwaltungsberater arbeitete. Er hat noch zwei weitere Geschwister. 1959 zog die Familie nach Dublin, Irland, wo Bathurst und sein Bruder ein kirchliches Internat besuchten. 1966 zog die Familie nach England, wo Bathurst die Worth School in West Sussex besuchte und dort erste schauspielerische Erfahrungen sammelte. Im Alter von 18 Jahren studierte er an der University of Cambridge und wurde zudem Mitglied der Theatergruppe Footlights, der auch andere bekannte Schauspielpersönlichkeiten wie Hugh Laurie und Emma Thompson angehörten.
Nach dem Abschluss an der Universität wurde er vollzeitig als Schauspieler tätig und ging mit den Footlights ein Jahr lang in Australien auf Tour. Seine erste Darbietung außerhalb der Gruppe, hatte er in einer Sprecherrolle bei BBC Radio 4. Seine erste Fernsehrolle hatte er 1982 in der Pilotfolge der Serie Blackadder als Prince Harry. Sein Debüt als richtiger Theaterschauspieler hatte er 1983 in dem Stück Noises Off von Michael Frayn, welches im Savoy Theatre aufgeführt wurde. Im Anschluss agierte er ein Jahr lang als aktiver Darsteller des Theaters und war nebenbei auch bei BBC East als Moderator tätig. 1984 trat er auch im National Theatre in dem Stück Die heilige Johanna auf.
Bathurst war 1986 nach Roger Moore ein Kandidat für die Rolle des neuen James Bond in Der Hauch des Todes, konnte sich aber nicht gegen Timothy Dalton durchsetzen, welcher die Rolle zuletzt erhielt. Deshalb ging er weiter seiner Arbeit als Fernsehschauspieler nach und spielte u. a. 1987 in der Serie Red Dwarf. 1996 spielte er in der Serie Cold Feet eine der größeren Rollen und konnte 2002 in der BBC-Produktion My Dad’s the Prime Minister, die Hauptrolle des Ministers Michael Phillips übernehmen. Danach spielte er erst wieder eine Zeit lang am Theater und war z. B. in Drei Schwestern an der Seite von Kristin Scott Thomas zu sehen.
Seit 2005 war Bathurst dann auch verstärkt in Filmen zu sehen und spielte in einer Fernsehverfilmung von Heidi den Herrn Sesseman und 2006 in Herr der Diebe die Rolle des strengen Vaters der Titelfigur. 2006 hatte er auch in dem Fernsehfilm Coup! und dem Theaterstück Whipping It Up jeweils eine der Hauptrollen inne. Darauf folgten 2009 die Literaturverfilmung Emma, in welcher er die Rolle des Mr. Weston spielte und 2010 der Fernsehmehrteiler Die Säulen der Erde, in dem er als Intrigant Percy Hamleigh zu sehen war. Im Zeitraum von 2010 bis 2012 trat er in sechs Episoden der gefeierten Fernsehserie Downton Abbey als Großgrundbesitzer Sir Anthony Strallan auf.
Bathurst ist seit 1985 verheiratet und hat vier Kinder.

## Filmografie
- 1982: The Black Adder
- 1985: The Lenny Henry Show
- 1986: New World
- 1986: Who Dares Wins
- 1986: Die Bombe fliegt (Whoops Apocalypse)
- 1987: The District Nurse
- 1988: Red Dwarf
- 1988: Die Malteser des Falken (Just Ask for Diamond)
- 1988: Chelmsford 123
- 1989: Anything More Would Be Greedy
- 1990: The Best of The Lenny Henry Show
- 1991: About Face
- 1991: Lazarus & Dingwall
- 1991: 21 (Twenty-One)
- 1991: Joking Apart
- 1992: No Job for a Lady
- 1992: Early Travellers
- 1992: The House of Eliott
- 1993: Euphoric Scale
- 1994: The Detectives
- 1994: A Breed of Heroes
- 1996: Sturm in den Weiden (The Wind in the Willows)
- 1997: Get Well Soon
- 1997–2016: Cold Feet
- 1998: Hornblower – Die gleiche Chance (Hornblower: The Even Chance)
- 1999: The Nearly Complete and Utter History of Everything
- 2001: Goodbye, Mr Steadman
- 2002: The Secret
- 2002: White Teeth
- 2002: The Safe House
- 2004: Three Sisters
- 2004: New Tricks – Die Krimispezialisten (New Tricks, Fernsehserie)
- 2003–2004: My Dad’s the Prime Minister
- 2005: The Stepfather
- 2005: Heidi
- 2005: The Comic Strip Presents…
- 2006: Herr der Diebe (The Thief Lord)
- 2006: Der Wachsblumenstrauß (Agatha Christie’s Poirot; Fernsehserie, Folge: After the Funeral)
- 2006: Coup! (Fernsehfilm)
- 2006: Scoop – Der Knüller (Scoop)
- 2006: Talk
- 2006: My Family
- 2007: Life:XP
- 2007: Kingdom
- 2009: Emma
- 2009: A Family Portrait
- 2009: The Queen
- 2010: Die Säulen der Erde (The Pillars of the Earth, Fernsehfilm)
- 2010–2012: Downton Abbey (Fernsehserie)
- 2011: Hattie (Fernsehfilm)
- 2011: The Maestro (Kurzfilm)
- 2012: Wildes Herz Afrika (Wild at Heart, Fernsehserie)
- 2012–2015: Toast of London (Fernsehserie)
- 2013: Inspector Barnaby – Flieg Mörder, flieg (Midsomer Murders, Folge The Flying Club)
- 2013: Blandings (Fernsehserie)
- 2013–2014: Dracula (Fernsehserie)
- 2014: Agatha Raisin und der tote Richter (Fernsehserie, Folge Agatha Raisin and the Quiche of Death)
- 2014: Cockroaches
- 2015: Zufällig allmächtig (Absolutely Anything)
- 2015: Narcopolis
- 2015: Mrs. Brown’s Boys (Fernsehserie)
- 2017: Gap Year (Fernsehserie)
- 2021: München – Im Angesicht des Krieges (Munich: The Edge of War)
- 2021: Doctor Who (Fernsehserie, 1 Folge)